# Młynary
Pour les articles homonymes, voir Młynary (homonymie).
Młynary (Mulhausen en Allemagne) est une ville de Pologne, située au nord du pays, dans la voïvodie de Varmie-Mazurie. Elle est le chef-lieu de la gmina de Młynary, dans le powiat d'Elbląg.

## Histoire
De 1818 à 1945, Mühlhausen fait partie de l'arrondissement de Preußisch Holland (de) dans la province de Prusse-Orientale.